# Comissió de les Nacions Unides sobre Armament Convencional
La Comissió de les Nacions Unides sobre Armament Convencional va ser fundada com a resultat del tractat de les Nacions Unides el 1946. L'objectiu de la comissió era trobar formes de reduir la mida dels armaments no nuclears arreu del món. La Comissió va ser formalment establerta pel Consell de Seguretat de les Nacions Unides el 15 de febrer de 1947. Els cinc membres permanents del Consell de Seguretat de les Nacions Unides no podien acordar com aconseguir aquest objectiu de manera que el primer informe de la Comissió el 1949 no va fer recomanacions substancials.
El 1950, la Unió Soviètica es va negar a reunir-se amb els representants del "Grup Kuomintang" (és a dir, els representants xinesos no comunistes) a la Comissió. Això va portar a un final efectiu de les discussions de la Comissió. Es va dissoldre formalment el 1952.